# Hebei Nanzi Paiqiu Dui 2015-2016
Questa voce raccoglie le informazioni riguardanti lo Hebei Nanzi Paiqiu Dui nelle competizioni ufficiali della stagione 2015-2016.

## Organigramma societario
Area direttiva
- Presidente: Xie Shijie

Area tecnica
- Allenatore: Wang Bin
- Secondo allenatore: Xie Shijie
- Assistente allenatore: Li Guizhi

Area sanitaria
- Medico: Tian Yongtao

## Rosa
| N° | Nome         | Ruolo | Data di nascita   | Nazionalità sportiva |
| -- | ------------ | ----- | ----------------- | -------------------- |
| 1  | Jiang Han    | C     | 28 giugno 1994    | Cina                 |
| 2  | Wang Hao     | S     | 10 marzo 1995     | Cina                 |
| 3  | Wang Bin     | S     | 29 dicembre 1988  | Cina                 |
| 4  | Li Hao       | S/O   | 1º aprile 1994    | Cina                 |
| 5  | Zhong Lei    | C     | 9 agosto 1991     | Cina                 |
| 6  | Hou Yinlong  | P     | 23 giugno 1995    | Cina                 |
| 7  | Cui Jia      | C     | 18 febbraio 1983  | Cina                 |
| 8  | Pan Liyang   | L     | 11 marzo 1993     | Cina                 |
| 9  | Xia Runtao   | S     | 18 ottobre 1994   | Cina                 |
| 10 | Yao Baolong  | S     | 14 settembre 1991 | Cina                 |
| 11 | Sun Changhao | S     | 17 agosto 1998    | Cina                 |
| 12 | Lidong Maya  | S     | 7 agosto 1990     | Cina                 |
| 13 | Xia Yu       | C     | 22 giugno 1996    | Cina                 |
| 14 | Ma Shuai     | C     | 1º novembre 1996  | Cina                 |
| 15 | Kang Yongtao | C     | 2 giugno 1988     | Cina                 |
| 16 | Fu Jifeng    | L     | 3 gennaio 1995    | Cina                 |
| 17 | Meng Xiantao | S     | 9 settembre 1998  | Cina                 |
| 18 | Ma Chao      | P     | 30 giugno 1993    | Cina                 |
| 19 | Li Jingyuan  | S     | 27 maggio 1996    | Cina                 |
| 20 | Zhao Boqiang | S/O   | 23 maggio 1996    | Cina                 |

## Mercato
| Acquisti | Acquisti     | Acquisti | Acquisti   |
| R.       | Nome         | da       | Modalità   |
| -------- | ------------ | -------- | ---------- |
| S        | Sun Changhao | ?        | definitivo |
| C        | Kang Yongtao | ?        | definitivo |
| S        | Meng Xiantao | ?        | definitivo |

| Cessioni | Cessioni   | Cessioni | Cessioni   |
| R.       | Nome       | a        | Modalità   |
| -------- | ---------- | -------- | ---------- |
| S        | Huang Zeyu | ?        | definitivo |
| S        | Fan Jingze | ?        | definitivo |

## Risultati

### Volleyball League A

#### Regular season

##### Prima fase
| 1ª giornata - 15 novembre 2015 Shijiazhuang Zhongshan Stadium, Shijiazhuang  | Hebei    | 1 - 3 | Shanghai | 19-25, 21-25, 25-21, 23-25        |
| 2ª giornata - 19 novembre 2015 Luwan Gymnasium, Shanghai                     | Shanghai | 3 - 1 | Hebei    | 23-25, 25-11, 25-22, 25-20        |
| 3ª giornata - 22 novembre 2015 University of Technology Gymnasium, Nanchino  | Jiangsu  | 3 - 2 | Hebei    | 25-18, 23-25, 25-21, 23-25, 15-12 |
| 4ª giornata - 26 novembre 2015 Deqing County Sports Center Stadium, Deqing   | Zhejiang | 3 - 0 | Hebei    | 25-22, 25-23, 25-21               |
| 5ª giornata - 29 novembre 2015 Shuangliu County Sports Center, Chengdu       | Sichuan  | 3 - 1 | Hebei    | 30-28, 25-27, 28-26, 25-16        |
| 6ª giornata - 3 dicembre 2015 Shijiazhuang Zhongshan Stadium, Shijiazhuang   | Hebei    | 1 - 3 | Fujian   | 22-25, 25-11, 23-25, 22-25        |
| 7ª giornata - 6 dicembre 2015 Fujian Normal University Gymnasium, Fuzhou     | Fujian   | 3 - 2 | Hebei    | 24-26, 25-17, 21-25, 25-21, 15-10 |
| 8ª giornata - 10 dicembre 2015 Shijiazhuang Zhongshan Stadium, Shijiazhuang  | Hebei    | 0 - 3 | Jiangsu  | 19-25, 7-25, 20-25                |
| 9ª giornata - 13 dicembre 2015 Shijiazhuang Zhongshan Stadium, Shijiazhuang  | Hebei    | 3 - 1 | Zhejiang | 22-25, 25-16, 25-21, 25-22        |
| 10ª giornata - 17 dicembre 2015 Shijiazhuang Zhongshan Stadium, Shijiazhuang | Hebei    | 3 - 0 | Sichuan  | 25-17, 25-16, 25-21               |

##### Seconda fase
| 11ª giornata - 24 dicembre 2015 Shijiazhuang Zhongshan Stadium, Shijiazhuang | Hebei     | 3 - 1 | Liaoning  | 25-22, 21-25, 25-19, 25-15        |
| 12ª giornata - 27 dicembre 2015 Shijiazhuang Zhongshan Stadium, Shijiazhuang | Hebei     | 3 - 0 | Guangdong | 25-21, 25-22, 25-15               |
| 13ª giornata - 31 dicembre 2015 Fushun City College Gymnasium, Fushun        | Liaoning  | 0 - 3 | Hebei     | 21-25, 22-25, 18-25               |
| 14ª giornata - 3 gennaio 2016 Taishan Xinning Stadium, Taishan               | Guangdong | 3 - 2 | Hebei     | 25-18, 26-28, 15-25, 25-23, 15-11 |

## Statistiche

### Statistiche di squadra
| Competizione        | Punti | In casa | In casa | In casa | In trasferta | In trasferta | In trasferta | Totale | Totale | Totale |
| Competizione        | Punti | G       | V       | P       | G            | V            | P            | G      | V      | P      |
| ------------------- | ----- | ------- | ------- | ------- | ------------ | ------------ | ------------ | ------ | ------ | ------ |
| Volleyball League A | 13    | 7       | 4       | 3       | 7            | 1            | 6            | 14     | 5      | 9      |
| Totale              | -     | 7       | 4       | 3       | 7            | 1            | 6            | 14     | 5      | 9      |

G = partite giocate; V = partite vinte; P = partite perse

### Statistiche dei giocatori
| Giocatore | Volleyball League A | Volleyball League A | Volleyball League A | Volleyball League A | Volleyball League A | Totale | Totale | Totale | Totale | Totale |
| Giocatore | P                   | PT                  | AV                  | MV                  | BV                  | P      | PT     | AV     | MV     | BV     |
| --------- | ------------------- | ------------------- | ------------------- | ------------------- | ------------------- | ------ | ------ | ------ | ------ | ------ |
| Cui J.    | ?                   | ?                   | ?                   | ?                   | ?                   | ?      | ?      | ?      | ?      | ?      |
| Fu J.     | ?                   | ?                   | ?                   | ?                   | ?                   | ?      | ?      | ?      | ?      | ?      |
| Hou Y.    | ?                   | ?                   | ?                   | ?                   | ?                   | ?      | ?      | ?      | ?      | ?      |
| Jiang H.  | ?                   | ?                   | ?                   | 32                  | 17                  | ?      | ?      | ?      | 32     | 17     |
| Kang Y.   | ?                   | ?                   | ?                   | ?                   | ?                   | ?      | ?      | ?      | ?      | ?      |
| Lidong M. | ?                   | ?                   | ?                   | ?                   | 16                  | ?      | ?      | ?      | ?      | 16     |
| Li H.     | ?                   | ?                   | ?                   | ?                   | ?                   | ?      | ?      | ?      | ?      | ?      |
| Li J.     | ?                   | ?                   | ?                   | ?                   | ?                   | ?      | ?      | ?      | ?      | ?      |
| Ma C.     | ?                   | ?                   | ?                   | ?                   | 18                  | ?      | ?      | ?      | ?      | 18     |
| Ma S.     | ?                   | ?                   | ?                   | ?                   | ?                   | ?      | ?      | ?      | ?      | ?      |
| Meng X.   | ?                   | ?                   | ?                   | ?                   | ?                   | ?      | ?      | ?      | ?      | ?      |
| Pan L.    | ?                   | ?                   | ?                   | ?                   | ?                   | ?      | ?      | ?      | ?      | ?      |
| Shao B.   | ?                   | ?                   | ?                   | ?                   | ?                   | ?      | ?      | ?      | ?      | ?      |
| Sun C.    | ?                   | ?                   | ?                   | ?                   | ?                   | ?      | ?      | ?      | ?      | ?      |
| Wang B.   | ?                   | ?                   | ?                   | ?                   | ?                   | ?      | ?      | ?      | ?      | ?      |
| Wang H.   | ?                   | ?                   | ?                   | ?                   | ?                   | ?      | ?      | ?      | ?      | ?      |
| Xia R.    | ?                   | ?                   | 179                 | ?                   | ?                   | ?      | ?      | 179    | ?      | ?      |
| Xia Y.    | ?                   | ?                   | ?                   | ?                   | ?                   | ?      | ?      | ?      | ?      | ?      |
| Yao B.    | ?                   | 233                 | 202                 | 15                  | 16                  | ?      | 233    | 202    | 15     | 16     |
| Zhong L.  | ?                   | ?                   | ?                   | 29                  | ?                   | ?      | ?      | ?      | 29     | ?      |

P = presenze; PT = punti totali; AV = attacchi vincenti; MV = muri vincenti; BV = battute vincenti